# Amphoe Wat Sing
Amphoe Wat Sing (Thai: อำเภอ วัดสิงห์) ist ein Landkreis (Amphoe – Verwaltungs-Distrikt) im nördlichen Teil der Provinz Chai Nat. Die Provinz Chai Nat liegt im nördlichen Teil der Zentralregion von Thailand.

## Geographie
Benachbarte Distrikte (von Nordosten im Uhrzeigersinn): die Amphoe Manorom, Mueang Chai Nat, Hankha und Nong Mamong der Provinz Chai Nat sowie die Amphoe Nong Khayang und Mueang Uthai Thani der Provinz Uthai Thani.

## Allgemeines
Dank den beiden Flüssen Mae Nam Chao Phraya und Mae Nam Tha Chin (Tha-Chin-Fluss) ist die Region rund um Wat Sing sehr fruchtbar. Die Reisbauern können in Wat Sing bis zu dreimal pro Jahr Reis ernten. Nebst Reis ist die Provinz auch für den Anbau von Pomelos (Thai: ส้มโอ – Som-O) bekannt. Dort, wo weniger Wasser zur Verfügung steht, wird Zuckerrohr (ต้นอ้อย – Ton-Oi) angepflanzt. Da Wat Sing direkt an den Flüssen liegt, muss die Bevölkerung immer wieder mit Hochwasser rechnen. Kleinere Überschwemmungen gibt es alle paar Jahre, extrem war aber das Jahrhunderthochwasser von 2011, von welchem fast das ganze Land betroffen war.

## Sehenswürdigkeiten
Zu den Sehenswürdigkeiten von Wat Sing gehört der buddhistische Tempel (Wat) Wat Pak Khlong Makham Thao (วัดปากคลองมะขามเฒ่า), welcher direkt am Chao Phraya River liegt. Empfehlenswert sind auch die Wochenmärkte, welche jeweils Montag, Dienstag und Freitag stattfinden. Sehr beliebt sind auch Fahrradtouren entlang von Reisfeldern und dem Chao Phraya River. Dank der zahlreichen Flüsse und Baggerseen wird hier auch gerne geangelt.

## Verwaltung

### Provinzverwaltung
Der Landkreis Wat Sing ist in sieben Tambon („Unterbezirke“ oder „Gemeinden“) eingeteilt, die sich weiter in 47 Muban („Dörfer“) unterteilen.
| Nr.  | Name        | Thai     | Muban | Einw. |
| ---- | ----------- | -------- | ----- | ----- |
| 01.  | Wat Sing    | วัดสิงห์    | 0-    | 3.705 |
| 02.  | Makham Thao | มะขามเฒ่า | 11    | 5.279 |
| 03.  | Nong Noi    | หนองน้อย  | 08    | 3.773 |
| 04.  | Nong Bua    | หนองบัว   | 05    | 2.860 |
| 06.  | Nong Khun   | หนองขุ่น   | 08    | 3.603 |
| 07.  | Bo Rae      | บ่อแร่     | 07    | 2.506 |
| 011. | Wang Man    | วังหมัน    | 08    | 4.446 |

### Lokalverwaltung
Es gibt drei Kommunen mit „Kleinstadt“-Status (Thesaban Tambon) im Landkreis:
- Nong Noi (Thai: เทศบาลตำบลหนองน้อย) bestehend aus dem kompletten Tambon Nong Noi.
- Nong Khun (Thai: เทศบาลตำบลหนองขุ่น) bestehend aus dem kompletten Tambon Nong Khun.
- Wat Sing (Thai: เทศบาลตำบลวัดสิงห์) bestehend aus dem kompletten Tambon Wat Sing.

Außerdem gibt es vier „Tambon-Verwaltungsorganisationen“ (องค์การบริหารส่วนตำบล – Tambon Administrative Organizations, TAO)
- Makham Thao (Thai: องค์การบริหารส่วนตำบลมะขามเฒ่า) bestehend aus dem kompletten Tambon Makham Thao.
- Nong Bua (Thai: องค์การบริหารส่วนตำบลหนองบัว) bestehend aus dem kompletten Tambon Nong Bua.
- Bo Rae (Thai: องค์การบริหารส่วนตำบลบ่อแร่) bestehend aus dem kompletten Tambon Bo Rae.
- Wang Man (Thai: องค์การบริหารส่วนตำบลวังหมัน) bestehend aus dem kompletten Tambon Wang Man.